# سیارک ۱۲۴۴۲
سیارک ۱۲۴۴۲ (به انگلیسی: 12442 Beltramemass، نامگذاری:1996DO1) دوازده هزار و چهارصد و چهل و دومین سیارک کشف شده‌است که در ۲۳ فوریه ۱۹۹۶ کشف شد.
قدر مطلق سیارک برابر ۴۶.۷ است.